# ダンベル・ウィンドミル
ダンベル・ウィンドミル(dumbbell windmill)はウエイトトレーニングの種目の一つ。脊柱起立筋を主に鍛える。三角筋・大臀筋・ハムストリングス・腹直筋・腹斜筋にも負荷がかかる。
動作中は常にダンベルを見るようにする。肩の筋力が不足していると不安定になる。始めは軽い重量でフォームに慣れることを優先する。

## 具体的動作

### ダンベル・ウィンドミル
1. 左手にダンベルを持ち、肩幅よりやや広めのスタンスで立つ。ダンベルを真上に上げ、腕を伸ばす。手のひらは前方を向く。
2. 背中の自然なアーチを保ち、息を吐きながら上体を前傾させる。前傾と同時に上体を左向きにひねる。
3. 右手が床に付くぐらいの位置にきたとき、手のひらは左側を向いているようにする。息を吸いながら元の姿勢に戻る。
4. 2~3を繰り返す。反対側も同様に行う。